# Juan José Sagarduy
Juan José Sagarduy Ayastru (* 14. Juni 1941 in Zarátamo (Baskenland); † 4. Oktober 2010 in Galdácano) war ein spanischer Radrennfahrer.

## Sportliche Laufbahn
1951 bis 1952 startete er als Unabhängiger. Von 1963 bis 1969 war er als Berufsfahrer aktiv. Vier Jahre lang fuhr er für das Radsportteam Kas.
Er gewann das Eintagesrennen Gran Premio Ayuntamiento de Bilbao 1961. 1963 war sein erfolgreichstes Jahr als Radprofi mit Siegen in den Rennen Gran Premio Pascuas, Subida a Arrate, Trofeo del Sprint und im Etappenrennen Euskal Bizikleta (mit einem Etappensieg) vor Antonio Karmany. Dazu kamen Etappenerfolge in der Andalusien-Rundfahrt und im Circuito Montañés sowie in der Volta a la Comunitat Valenciana 1966. 1964 gewann er den Gran Premio de Llodio vor José Antonio Momeñe und erneut die Trofeo del Sprint. 1964 gewann er die Bergwertung und die Punktewertung sowie zwei Etappen in der Tour de l’Avenir. Im Gesamtklassement belegte er beim Sieg von Felice Gimondi den 9. Platz.
1965 war er auf einer Etappe der Mallorca-Rundfahrt erfolgreich, 1966 siegte er im Gran Premio Pascuas. Im Rennen Subida a Urkiola wurde er 1961, 1962, 1964 und 1965 jeweils Zweiter. In der Tour de France belegte er 1965 den 46. Rang im Endklassement. Die Vuelta a España fuhr er 1968 und wurde als 41. klassiert.